# Sweet Talker Tour
Sweet Talker Tour è il quarto tour musicale della cantante inglese Jessie J.

## Setlist
1. "Ain't Been Done"
2. "Burnin Up"
3. "Wild"
4. "Who's Laughing Now"
5. "Loud"
6. "LaserLight"
7. "Nobody's Perfect"
8. "Sweet Talker"
9. "Seal Me With a Kiss"
10. "Abracadabra"
11. "Keep Us Together"
12. "Get Away"
13. "I Have Nothing" (Whitney Huston cover)

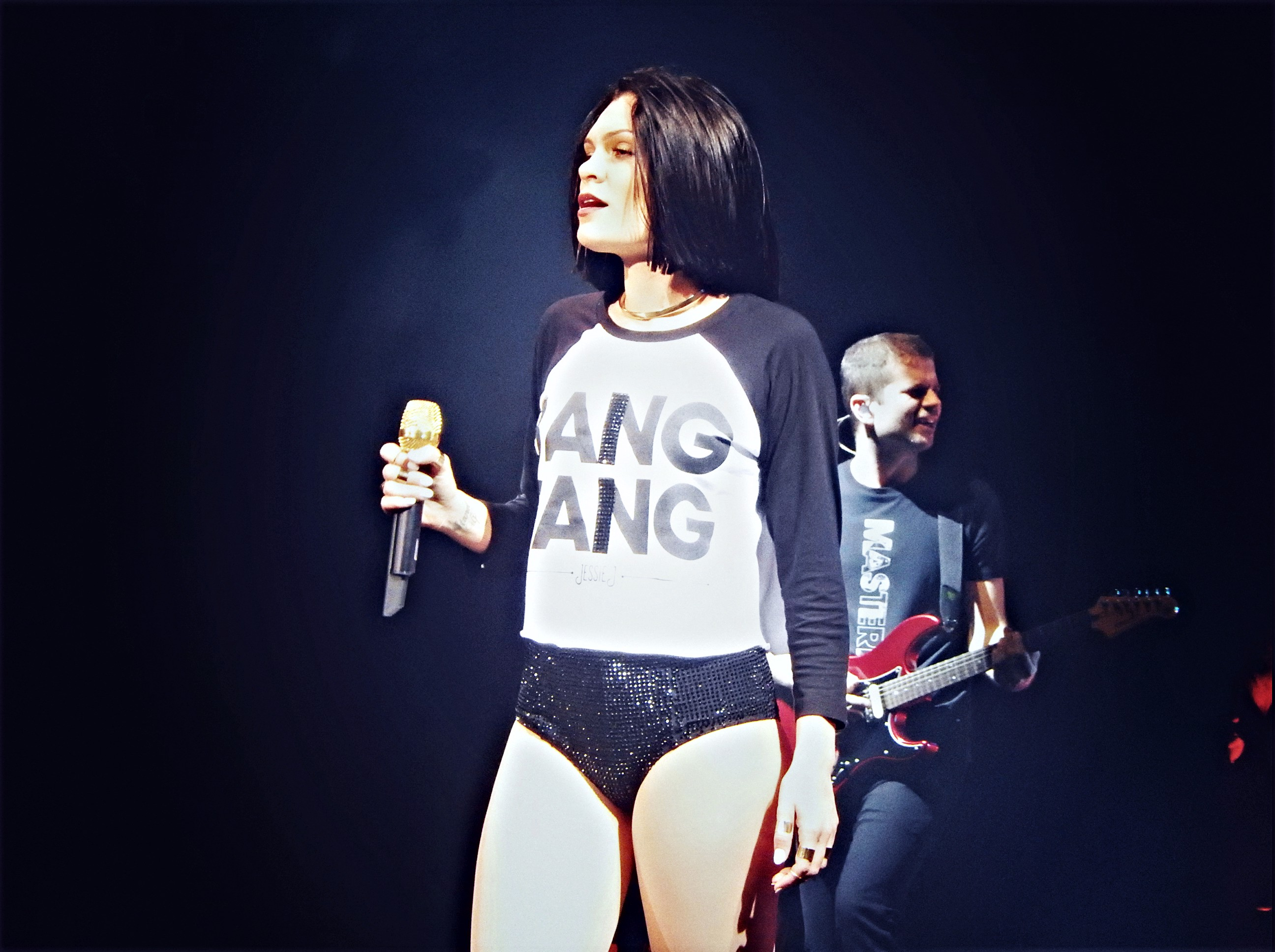
Jessie J durante una data del tour

14. "You Don't Really Know Me"
15. "Big White Room"
16. "Who You Are"
17. "Sexy Lady"
18. "Domino"
19. "Price Tag"
20. "Do It like a Dude"
21. "Masterpiece"
22. "Bang Bang"

## Date del tour
| Data              | Città            | Stato                 | Luogo                            |
| Europa            | Europa           | Europa                | Europa                           |
| ----------------- | ---------------- | --------------------- | -------------------------------- |
| 20 gennaio 2015   | Rhyl             | Galles                | Rhyl Pavillon                    |
| 22 gennaio 2015   | Newcastle        | Inghilterra           | Metro Radio Arena                |
| 24 gennaio 2015   | Manchester       | Inghilterra           | Manchester Arena                 |
| 25 gennaio 2015   | Leeds            | Inghilterra           | First Direct Arena               |
| 27 gennaio 2015   | Birmingham       | Inghilterra           | Barclaycard Arena                |
| 28 gennaio 2015   | Londra           | Inghilterra           | O2 Arena                         |
| 29 gennaio 2015   | Londra           | Inghilterra           | O2 Arena                         |
| 1º febbraio 2015  | Glasgow          | Scotland              | SSE Hydro                        |
| 5 febbraio 2015   | Parigi           | Francia               | Bercy Arena                      |
| Nord America      |                  |                       |                                  |
| 8 febbraio 2015   | Los Angeles      | Stati Uniti d'America | Convention Center                |
| 10 febbraio 2015  | Dallas           | Stati Uniti d'America | American Airlines Center         |
| 12 febbraio 2015  | Atlanta          | Stati Uniti d'America | Cumulus Media                    |
| 12 febbraio 2015  | Atlanta          | Stati Uniti d'America | Philips Arena                    |
| 14 febbraio 2015  | Orlando          | Stati Uniti d'America | Amway Center                     |
| 15 febbraio 2015  | Miami            | Stati Uniti d'America | American Airlines Arena          |
| 18 febbraio 2015  | Nashville        | Stati Uniti d'America | Bridgestone Arena                |
| 19 febbraio 2015  | Paolo di Tarso   | Stati Uniti d'America | Xcel Energy Center               |
| 21 febbraio 2015  | Rosemont         | Stati Uniti d'America | Allstate Arena                   |
| 22 febbraio 2015  | Cleveland        | Stati Uniti d'America | Quicken Loans Arena              |
| 23 febbraio 2015  | Detroit          | Stati Uniti d'America | Joe Louis Arena                  |
| 25 febbraio 2015  | Pittsburgh       | Stati Uniti d'America | Petersen Events Center           |
| Asia              |                  | Stati Uniti d'America |                                  |
| 7 marzo 2015      | Kallang          | Singapore             | Marina Bay Sands                 |
| 8 marzo 2015      | Giacarta         | Indonesia             | Jakarta International Expo       |
| Oceania           |                  |                       |                                  |
| 11 marzo 2015     | Auckland         | Nuova Zelanda         | Vector Arena                     |
| 13 marzo 2015     | Brisbane         | Australia             | Brisbane Entertainment Center    |
| 14 marzo 2015     | Sydney           | Australia             | Allphones Arena                  |
| 17 marzo 2015     | Melbourne        | Australia             | Rod Laver Arena                  |
| 18 marzo 2015     | Adelaide         | Australia             | Adelaide Entertainment Center    |
| 20 marzo 2015     | Perth            | Australia             | Perth Arena                      |
| Europa            |                  |                       |                                  |
| 24 marzo 2015     | Londra           | Inghilterra           | Unknown Venue                    |
| Nord America      |                  |                       |                                  |
| 21 aprile 2015    | New York         | Stati Uniti           | Barclays Center                  |
| 24 aprile 2015    | Uncasville       | Stati Uniti           | Mohegan Sun Arena                |
| 25 aprile 2015    | Newark           | Stati Uniti           | Prudential Center                |
| 26 aprile 2015    | Buffalo          | Stati Uniti           | First Niagara Center             |
| 28 aprile 2015    | Boston           | Stati Uniti           | TD Garden                        |
| 29 aprile 2015    | New York City    | Stati Uniti           | Madison Square Garden            |
| 1º maggio 2015    | College Park     | Stati Uniti           | Xfinity Center                   |
| 4 maggio 2015     | Auburn Hills     | Stati Uniti           | Palace of Auburn Hills           |
| 6 maggio 2015     | Montréal         | Canada                | Metropolis                       |
| 7 maggio 2015     | Toronto          | Canada                | Air Canada Center                |
| 9 maggio 2015     | Chicago          | Stati Uniti           | United Center                    |
| 11 maggio 2015    | Minneapolis      | Stati Uniti           | Target Center                    |
| 13 maggio 2015    | Denver           | Stati Uniti           | Pepsi Center                     |
| 15 maggio 2015    | Las Vegas        | Stati Uniti           | City of Rock                     |
| 18 maggio 2015    | Los Angeles      | Stati Uniti           | Staples Center                   |
| 19 maggio 2015    | San Francisco    | Stati Uniti           | SAP Center                       |
| 22 maggio 2015    | New York City    | Stati Uniti           | Central Park SummerStage         |
| Europa            |                  |                       |                                  |
| 28 maggio 2015    | Stoccolma        | Svezia                | Tele2 Arena                      |
| 29 maggio 2015    | Oslo             | Norvegia              | Telenor Arena                    |
| 30 maggio 2015    | Hannover         | Germania              | TUI Arena                        |
| 1º giugno 2015    | Colonia          | Germania              | Lanxess Arena                    |
| 2 giugno 2015     | Berlino          | Germania              | Mercedes-Benz Arena              |
| 3 giugno 2015     | Monaco           | Germania              | Olympiahalle                     |
| 5 giugno 2015     | Zurigo           | Svizzera              | Hallenstadion                    |
| 8 giugno 2015     | Amsterdam        | Paesi Bassi           | Ziggo Dome                       |
| 9 July 2015       | Amsterdam        | Paesi Bassi           | Ziggo Dome                       |
| 10 giugno 2015    | Parigi           | Francia               | Bataclan                         |
| 14 giugno 2015    | Lisbona          | Portogallo            | MEO Arena                        |
| 18 giugno 2015    | Barcellona       | Spagna                | Palau Sant Jordi                 |
| 19 giugno 2015    | Copenaghen       | Danimarca             | Forum Copenaghen                 |
| 25 giugno 2015    | Bristol          | Inghilterra           | Harbour Side Festival            |
| 26 giugno 2015    | Werchter         | Belgio                | Rock Werchter                    |
| 3 luglio 2015     | Istanbul         | Turchia               | Maçka Küçükçiftlik Park          |
| 5 luglio 2015     | Londra           | Inghilterra           | Wireless Festival                |
| 8 luglio 2015     | Henley-on-Thames | Inghilterra           | Henley Festival                  |
| 10 luglio 2015    | Scarborough      | Inghilterra           | Scarborough Open Air Theatre     |
| 11 luglio 2015    | Kinross          | Scozia                | T in the Park                    |
| 15 luglio 2015    | Jounieh          | Libano                | Jounieh International Festival   |
| 17 luglio 2015    | Pori             | Finlandia             | Kirjurinluoto Arena              |
| 18 luglio 2015    | Northampton      | Inghilterra           | Delapre Park                     |
| 19 luglio 2015    | Londra           | Inghilterra           | Somerset House                   |
| 11 settembre 2015 | Istanbul         | Turcchia              | Volkswagen Arena                 |
| 13 settembre 2015 | Hickstead        | Inghilterra           | Hickstead Racecourse             |
| 14 settembre 2015 | Francoforte      | Germania              | Festhalle                        |
| 15 settembre 2015 | Reykjavik        | Islanda               | Laugardalshöll                   |
| 26 settembre 2015 | Parigi           | Francia               | Casino de Paris                  |
| Australia         |                  |                       |                                  |
| 12 novembre 2015  | Sydney           | Australia             | Sydney Entertainment Center      |
| Asia              |                  |                       |                                  |
| 10 dicembre 2015  | Manila           | Filippine             | Mall of Asia Arena               |
| 12 dicembre 2015  | Phnom Penh       | Cambogia              | Koh Pich                         |
| Europa            |                  |                       |                                  |
| 2 febbraio 2016   | Zurigo           | Svizzera              | Hallenstadion                    |
| 3 febbraio 2016   | Zurigo           | Svizzera              | Hallenstadion                    |
| 4 febbraio 2016   | Zurigo           | Svizzera              | Hallenstadion                    |
| 5 febbraio 2016   | Zurigo           | Svizzera              | Hallenstadion                    |
| 7 febbraio 2016   | Losanna          | Svizzera              | Patinoire de Malley              |
| 8 febbraio 2016   | Losanna          | Svizzera              | Patinoire de Malley              |
| 10 febbraio 2016  | Davos            | Svizzera              | Eisstadion                       |
| 11 febbraio 2016  | Davos            | Svizzera              | Eisstadion                       |
| 15 febbraio 2016  | Düsseldorf       | Germania              | ISS Dome                         |
| 16 febbraio 2016  | Amsterdam        | Paesi Bassi           | Heineken Music Hall              |
| Stati Uniti       |                  |                       |                                  |
| 8 aprile 2016     | Orlando          | Stati Uniti           | Universal Studios                |
| 9 aprile 2016     | Orlando          | Stati Uniti           | Universal Studios                |
| 13 aprile 2016    | Miami            | Stati Uniti           | Florida International University |
| 15 aprile 2016    | Orlando          | Stati Uniti           | Universal Studios                |
| Asia              |                  |                       |                                  |
| 26 maggio 2016    | Kallang          | Singapore             | Singapore Indoor Stadium         |
| 29 maggio 2016    | Giacarta         | Indonesia             | International Convention Centre  |
| 14 agosto 2016    | Shanghai         | Cina                  | Echo Music Festival              |